# Carl-Uwe Steeb
Carl-Uwe Steeb (Aalen, 1 de setembro de 1967) é um ex-tenista profissional alemão.